# سفارة النرويج في فنزويلا
سفارة النرويج في فنزويلا هي أرفع تمثيل دبلوماسي لدولة النرويج لدى فنزويلا. تقع السفارة في كاراكاس وهي تهدف لتعزيز المصالح النرويجية في فنزويلا.

## وصلات خارجية
- قائمة سفارات النرويج
- قائمة السفارات في فنزويلا